# Corniéville
Corniéville est une commune associée du département de la Meuse, en région Grand Est.

## Histoire
Le 1er janvier 1973, Jouy-sous-les-Côtes devient Geville à la suite de sa fusion-association avec Corniéville et Gironville-sous-les-Côtes.

## Politique et administration
| Période                                  | Période | Identité        | Étiquette | Qualité |
| ---------------------------------------- | ------- | --------------- | --------- | ------- |
|                                          |         | Gérard Gérardin |           |         |
| Les données manquantes sont à compléter. |         |                 |           |         |

## Démographie
| 1806 | 1821 | 1831 | 1836 | 1841 | 1846 | 1851 | 1856 | 1861 |
| ---- | ---- | ---- | ---- | ---- | ---- | ---- | ---- | ---- |
| 355  | 330  | 401  | 419  | 425  | 440  | 454  | 392  | 404  |

| 1866 | 1872 | 1876 | 1881 | 1886 | 1891 | 1896 | 1901 | 1906 |
| ---- | ---- | ---- | ---- | ---- | ---- | ---- | ---- | ---- |
| 422  | 406  | 432  | 411  | 422  | 366  | 345  | 307  | 314  |

| 1911 | 1921 | 1926 | 1931 | 1936 | 1946 | 1954 | 1962 | 1968 |
| ---- | ---- | ---- | ---- | ---- | ---- | ---- | ---- | ---- |
| 289  | 250  | 221  | 197  | 187  | 153  | 168  | 174  | 140  |

## Lieux et monuments
- Abbaye de Rangéval